# Jégbontó
A Jégbontó az Echo of Dalriada együttes 2006-os folk-metal albuma.

## Számok listája
1. Rianás
2. Árpád-házi Margit balladája
3. Galamb
4. Védj meg láng – 1. rész
5. Téli ének
6. Virrasztó
7. Igaz hittel
8. Hajnalünnep
9. Drégel
10. Szondi két apródja – 1. rész
11. Jégbontó

## Közreműködők
- Binder Laura (ének)
- Ficzek András (gitár, ének)
- Varga György (basszusgitár, ének)
- Rieckmann Tadeusz (dob, ének)
- Nagy Gergely (szintetizátor)

## Külső hivatkozások
- Dalriada hivatalos honlap Archiválva 2014. január 5-i dátummal a Wayback Machine-ben
- Dalriada myspace oldal